# سخاوتمند (فیلم ۱۹۸۳)
سخاوتمند (به هندی: Bade Dil Wala) یا گشاده‌دل فیلمی محصول سال ۱۹۸۳ و به کارگردانی باپی سونی است. در این فیلم بازیگرانی همچون ریشی کاپور، تیان آمبانی، ساریکا، مادان پوری، امجد خان، آریونا ایرانی و بهارات بوشان ایفای نقش کرده‌اند.